# زبانة (جنس)
زُبَانَة أو فأر الحصاد (الاسم العلمي Micromys)، جنس قوارض من فُصيلة الفئران.وهذه الجنس لا يرتبط ارتباطًا وثيقًا بأي جنس فئري آخر، ويحتوي على نوعين حيين: فأر الحصاد الأوروآسيوي (Micromys minutus) الواسع الانتشار في معظم أوروبا وآسيا. وفأر الحصاد الأحمر ( Micromys erythrotis)
```
الذي يوجد في 
فيتنام
 وجنوب 
الصين
، وربما المناطق المجاورة
[
4
]
. ترجع أحافير الزبانة إلى العصر الميوسيني المتأخر وتضم ما لا يقل عن 10 أنواع منقرضة، والتي تشكل العديد من الأنساب
[
5
]
.
```

### استشهادات من التراث العلمي
- Abramov، A.V.؛ Meschersky، I.G.؛ Rozhnov، V.V. (2009). "On the taxonomic status of the harvest mouse Micromys minutus (Rodentia: Muridae) from Vietnam". Zootaxa. ج. 2199: 58–68. {{استشهاد بدورية محكمة}}: الوسيط |ref=harv غير صالح (مساعدة)
- Musser، G.G.؛ Carleton، M.D. (2005). "Superfamily Muroidea". في Wilson، D.E.؛ Reeder، D.M (المحررون). Mammal Species of the World: A Taxonomic and Geographic Reference (ط. 3rd). Baltimore, Maryland: The Johns Hopkins University Press. ص. 894–1531. ISBN:978-0-8018-8221-0. مؤرشف من الأصل في 2019-07-22. {{استشهاد بكتاب}}: الوسيط |ref=harv غير صالح (مساعدة)